# Hesperaloe
Hesperaloe Engelm. – rodzaj roślin z rodziny szparagowatych. Obejmuje 8 gatunków występujących w północnym Meksyku i Teksasie.
Nazwa naukowa rodzaju została złożona z greckiego słowa εσπέρα (espera – wieczór) i nazwy rodzaju aloes (Aloe), z uwagi na podobieństwo tych roślin.

## Morfologia

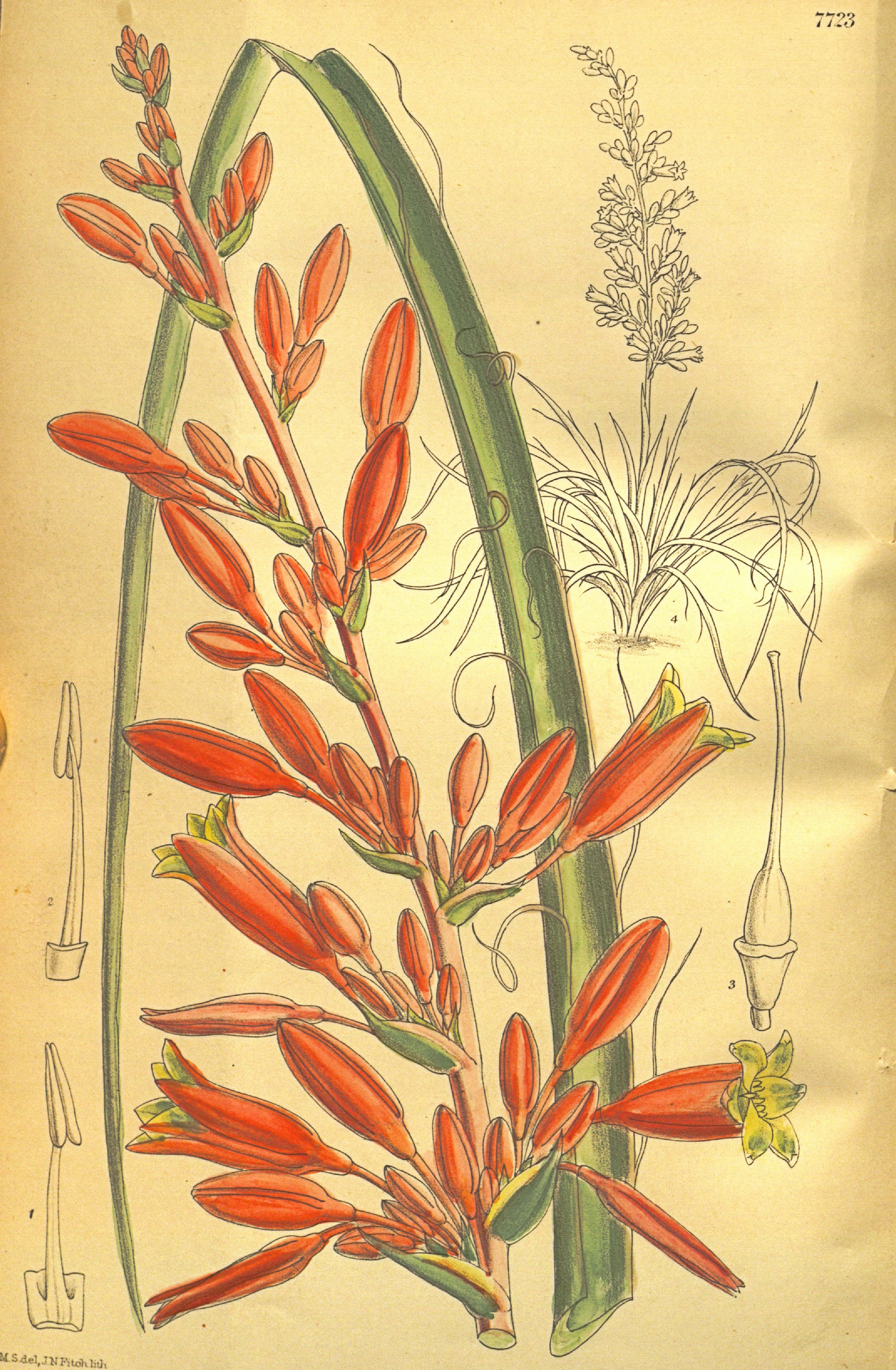
Hesperaloe parviflora

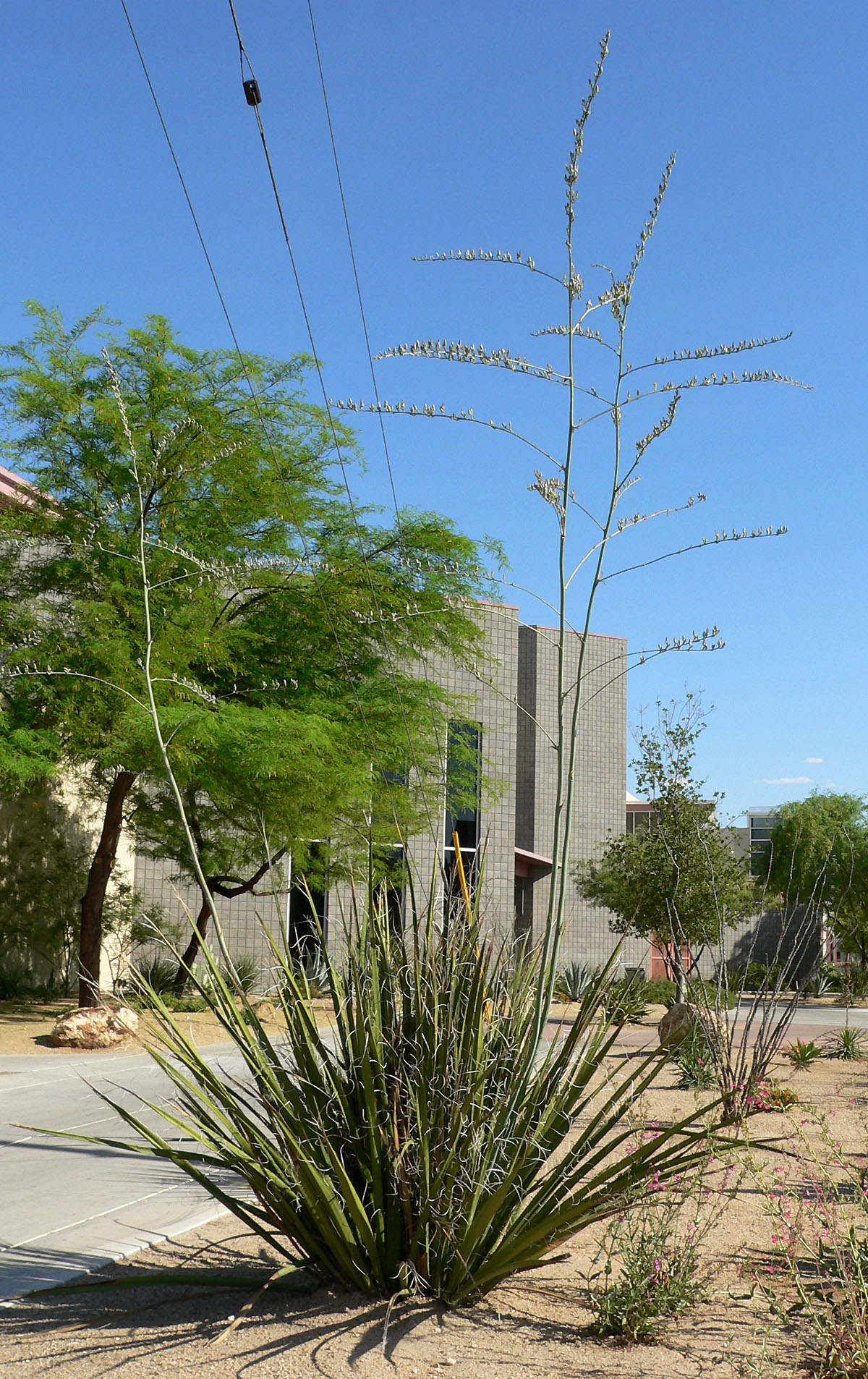
Hesperaloe funifera

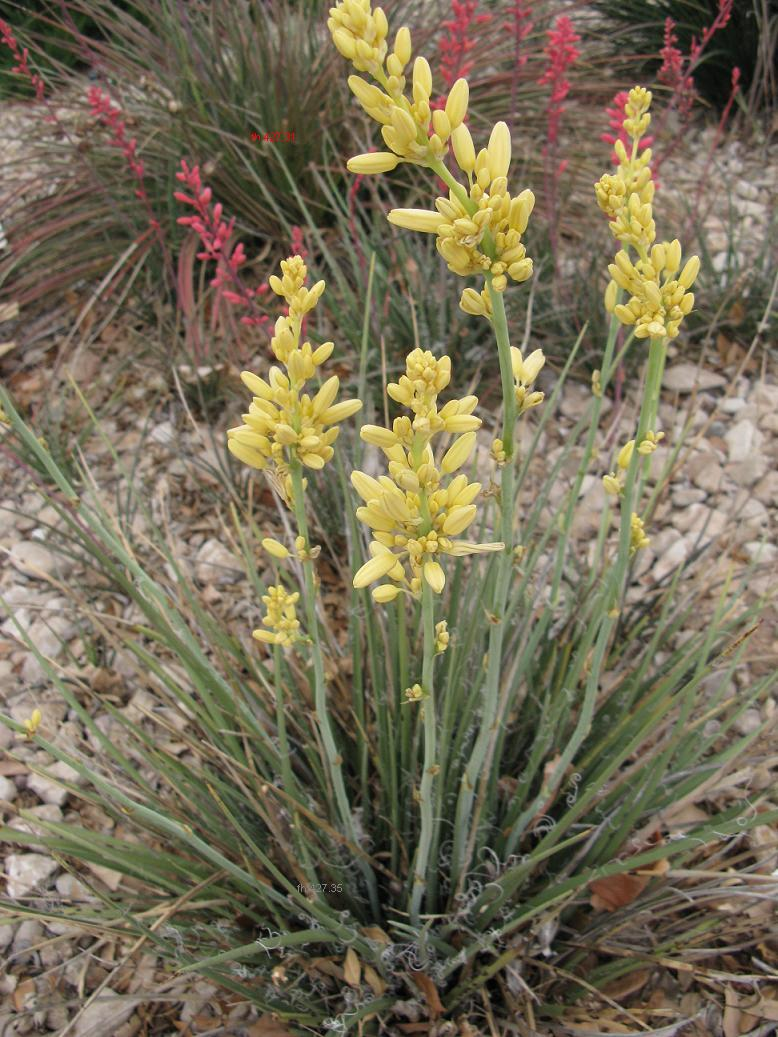
Hesperaloe parviflora

PokrójWieloletnie rośliny zielne, bezłodygowe, tworzące kępy lub rosnące w kręgach osiągających średnicę 2 metrów.
PędKrótkie lub długie kłącze z grubymi i mięsistymi korzeniami, od których odchodzi wiele dodatkowych korzeni włóknistych.
LiścieLiście odziomkowe zebrane w ścisłą lub bardzo luźną rozetę. Blaszki liściowe cienkie, wąskie i wygięte łukowato do dołu lub grube, szerokie i wzniesione, kanalikowate, długości do 2 metrów, o brzegach brązowych lub białych, z nitkowatymi, odrywającymi się włóknami, cienkimi i skręconymi lub grubymi i niemal prostymi, koloru białego lub szarego, i wierzchołkach rozwarstwiających się lub zakończonych twardym kolcem.
KwiatyZebrane luźno w wiechowaty lub groniasty kwiatostan, z 3–8 rozgałęzieniami w górnej połowie, wyrastający na głąbiku osiągającym wysokość 4 metrów. Okwiat wąsko rurkowaty do dzwonkowatego lub kółkowo-dzwonkowatego, sześciolistkowy. Listki okwiatu koloru kombinacji zielonego i białego z fioletowobrązowym, czerwonym, różowym, łososiowym lub koralowym, rzadziej żółtym, z mięsistą, podłużną wypustką grzbietową. Sześć pręcików osadzonych na dnie kwiatowym lub u nasady listków okwiatu. Nitki pręcików nagie. Pylniki strzałkowate, dołączone grzbietowo, skierowane do wewnątrz. Dno kwiatowe mięsiste. Zalążnia górna, jajowata do podługowatej, trójgraniasta, trójkomorowa. Szyjka słupka smukła, zakończona główkowatym znamieniem z brodawkowatą obwódką.
OwoceJajowate, drewniejące torebki, pękające przegrodowo, zawierające liczne, czarne, spłaszczone nasiona.

## Biologia
RozwójKwitną w okresie od końca marca do początku października. Zaobserwowano, że kwiaty gatunku H. campanulata rozchylają się na noc i są zapylane przez nietoperze i ćmy zawisakowate, a w ciągu dnia zwijają się w rurkę i są odwiedzane przez kolibry i pszczoły. Kwiaty gatunku H. parviflora są zapylane przez kolibry i pszczoły, a gatunków H. funifera, H. nocturna i H. tenuifolia przez ćmy i nietoperze.
SiedliskoMiejsca suche, na zachód od Sierra Madre Zachodnia i we wschodniej części pustyni Chihuahua.
GenetykaLiczba chromosomów 2n = 60.

## Systematyka
Pozycja systematycznaRodzaj z podrodziny agawowe Agavoideae z rodziny szparagowatych Asparagaceae. Stanowi klad siostrzany dla rodzaju Hesperoyucca.
Wykaz gatunków
- Hesperaloe campanulata G.D.Starr
- Hesperaloe chiangii (G.D.Starr) B.L.Turner
- Hesperaloe engelmannii Krauskopf ex Baker
- Hesperaloe funifera (K.Koch) Trel.
- Hesperaloe malacophylla Hochstätter & Mart.-Aval.
- Hesperaloe nocturna Gentry
- Hesperaloe parviflora (Torr.) J.M.Coult.
- Hesperaloe tenuifolia G.D.Starr

## Zastosowanie
Rośliny włóknisteHesperaloe funifera jest uprawiana w Nuevo León jako roślina włóknodajna. Włókno pozyskiwane z liści te rośliny, o nazwie ixtli lub włókno Tampico, jest bardzo dobrej jakości i jest eksportowane. Z włókien H. funifera pozyskuje się masę celulozową do produkcji papieru.
Rośliny ozdobneWszystkie gatunki Hesperaloe są uprawiane jako rośliny ozdobne. Wymagają stanowiska słonecznego i dobrze przepuszczalnego podłoża. Kwitną po 4–5 latach od wysiania. Wszystkie gatunki są dość odporne na suszę. Mogą wytrzymać 2 miesiące lub dłużej bez podlewania. Wszystkie gatunki są odporne do co najmniej -9°C. Szczególnie poszukiwanym gatunkiem jest H. parviflora o kwiatach w odcieniach czerwieni. Z gatunku tego uzyskano kultywary, np. ‘Brakelights Red’ o kwiatach jasnoczerwonych lub ‘Desert Son’ o kwiatach żółtych.